# Azrael
Azrael är en ängel som förekommer i den muslimiska-judisk-kristna traditionen, och förknippas ofta med dödens ängel som omnämns i Koranen. Namnet betyder ordagrant "Gud hjälper". Azrael är (enligt den kristna och judiska läran) den dödsängel som bestämmer över vem som ska dö och vem som får leva. Han avbildas ofta i svart änglaskrud, med sex par svarta vingar (vilket kan vara ett tecken på att Azrael är likställd med en Seraf) och en lie i ena handen. I sin andra hand bär Azrael en bok där alla varelsers namn står skrivna; det sägs att när någon dör är det för att Azrael stryker personens namn ur boken. Gestaltningen av Azrael tros härstamma från det mytologiska väsendet Karon, färjkarlen i grekisk mytologi. I den gamla sumeriska tron fanns ett väsen ganska likt Azrael nämligen "XUL-Dúman" (ordagrant: Guden med Vågen), ett väsen som bestämde över liv och död.